# Олоф Ґіґон
Олоф Альфред Гігон (28 січня 1912 — 18 червня 1998) — швейцарський класичний філолог. Він особливо відомий як історик філософії та перекладач стародавніх філософських текстів.

## Біографія
Улоф Гігон, син лікаря Альфреда Гігона (1883—1975), народився і виріс у Базелі, де вивчав класичну та східну філологію. Він провів один семестр у Мюнхені в 1932/33 роках. Під час навчання він вивчив арабську, перську та турецьку мови. Гігон здобув докторський ступінь у 1934 році з дисертаційним дослідженням про Геракліта. Наступні два роки він провів у Парижі. У 1937 році він отримав кваліфікацію доцента з дослідженням «Про вітри» Теофраста.
У 1939 році, у віці 27 років, Гігон був названий професором класичних студій у Фрібурзькому університеті. Після Другої світової війни, з 1946 по 1948 рік, він був запрошеним професором, викладаючи в Мюнхенському університеті. У 1948 році Гігон був призначений професором латинських студій в Бернському університеті, де він працював до виходу на пенсію в 1982 році і далі. У 1966-67 навчальному році він був ректором університету. У 1966 році він отримав почесний докторський ступінь в Гетеборзбурзькому університеті, а в 1974 році — в Афінському університеті. В Афінах він провів свої останні роки.

## Дослідження
Гігон був одним з найважливіших істориків філософії 20-го століття і займався всім спектром давньої філософії. Його книги були перекладені багатьма мовами. Прикладом його роботи є демістифікація постаті Сократа. Гігон зазначив, що Сократ, представлений його учнем Платоном, є середовищем власного світогляду Платона. Гігон також вважав, що всі проблеми сучасної філософії були впізнавані вже в стародавній філософії, навіть якщо іноді лише в дитинстві.